# Mikołaj z Kuzy
Mikołaj z Kuzy, Mikołaj Kuzańczyk (łac. Nicolaus Cusanus), właśc. Nicolaus Krebs (ur. w 1401 w Kues, zm. 11 sierpnia 1464 w Todi) – niemiecki duchowny katolicki, dyplomata i uczony: filozof, teolog oraz matematyk; kardynał.

## Życiorys
Urodził się w 1401 roku w Kues, jako syn Jana Krebsa i Katarzyny Römer. Miał trójkę rodzeństwa: starszą siostrę Małgorzatę, młodszą siostrę Klarę i młodszego brata Jana. Jego ojciec był bogatym przewoźnikiem, handlarzem i właścicielem ziem oraz winnic. Najprawdopodobniej z inicjatywy ojca Mikołaj rozpoczął naukę w Manderscheid. Według legendy miał też pobierać nauki u Braci Wspólnego Życia, jednak nie ma na to wystarczających dowodów. W 1416 roku rozpoczął studia ze sztuk wyzwolonych na Uniwersytecie w Heidelbergu. Rok później przeniósł się na Uniwersytet Padewski, gdzie zawarł przyjaźń z Giulianem Cesarinim i Paolem Toscanellim, a także poznał Jerzego z Trapezuntu. W 1423 rok uzyskał doktorat z prawa kanonicznego i powrócił do Niemiec. Dwa lata później rozpoczął studia filozoficzne i teologiczne na Uniwersytecie Kolońskim, gdzie jego mistrzem był Heimeryk de Campo.
W 1426 albo 1427 roku został sekretarzem arcybiskupa Trewiru Ottona von Ziegenhain, jednocześnie służąc konsultacjami prawniczymi legatowi papieskiemu Giordanowi Orsiniemu. Po śmierci Ziegenhaina w 1430 roku wybuchł spór o sukcesję: kapituła katedralna wybrała Ulricha von Manderscheid, a Marcin V wyznaczył Rabana von Helmstatt. Mikołaj reprezentował stronę Ulricha na soborze w Bazylei, jednak nie odniósł sukcesu – nowym arcybiskupem został Otto. W trakcie obrad Kuzańczyk zaangażował się także w sprawy dotyczące husytów i napisał dwa dzieła „Naprawienie kalendarza” (łac. Reparatio calendarii) oraz „O zgodzie powszechnej” (łac. De concordantia catholica). Początkowo był zwolennikiem zwierzchności soboru nad papieżem, ale po przeniesieniu obrad do Ferrary w 1437 roku, zmienił zdanie na korzyść prymatu papieskiego.
W 1436 roku Eugeniusz IV wysłał Mikołaja jako legata, aby zaprosić na obrady soborowe cesarza bizantyńskiego Jana VIII Paleologa. Misja zakończyła się powodzeniem, jednak Kuzańczyk nie brał już udziału w obradach. W trakcie podróży poznał także Gemistosa Plethona, z którym nawiązał znajomość. Po powrocie napisał dzieło „O oświeconej niewiedzy” (łac. De docta ignorantia). W latach 30. XV wieku przyjął święcenia kapłańskie i był diakonem w Koblencji. Po śmierci Zygmunta Luksemburskiego w 1437 Mikołaj zaangażował się w przekonanie władców niemieckich do poparcia papieża w sporze z antypapieżem Feliksem V. Jego starania doprowadziły do podpisania w 1448 roku konkordatu wiedeńskiego. 20 grudnia 1448 roku został kreowany kardynałem prezbiterem i otrzymał kościół tytularny św. Piotra w Okowach. 23 marca 1450 roku został wybrany biskupem Brixen, a 24 kwietnia przyjął sakrę. Zanim objął zarządzanie diecezją, Mikołaj V nakazał Kuzańczykowi misję w Niemczech jako szafarza łaski odpustowej, bowiem papież ogłosił 1450 rokiem jubileuszowym. Udał się do Salzburga, Bawarii, Saksonii, Niderlandów, Trewiru i Kolonii, zwołując w tym czasie 12 lokalnych synodów. Jego zadaniami podczas misji były m.in.: zakaz konkubinatu i symonii, dopilnowanie godnego odprawiania liturgii oraz przestrzeganie reguł zakonnych przez mnichów. Często wygłaszał kazania, co ówcześnie nie było spotykaną praktyką pośród książąt Kościoła. Misja nie zakończyła się sukcesem, bowiem w wielu miejscach był przyjmowany z oporem i wrogością.
Podobne normy usiłował wprowadzić we własnej diecezji, którą objął 7 kwietnia 1452 roku. Kiedy przybył do Brixen okazało się, że kapituła wybrała Leonharda Wiesmayera, bratanka Fryderyka III. Mimo konfliktu obie strony porozumiały się, a Mikołaj rozpoczął reformę diecezji. Usiłował także uniezależnić biskupstwo od władzy świeckiej arcyksięcia Zygmunta Habsburga. W 1457 roku napięta sytuacja doprowadziła do zerwania pertraktacji przez Mikołaja, który w obawie przed spiskiem uciekł z opactwa Wilten do zamku Andraz. Rok później wyruszył do Rzymu aby spotkać się ze swoim przyjacielem Piusem II. Przebywając tam napisał dzieło „O powszechnej reformie Kościoła” (łac. Reformatio generalis), które było projektem reformy Kurii. W drodze powrotnej zatrzymał się w Bruneck, które wkrótce zostało zaatakowane przez Zygmunta. Arcyksiążę zmusił biskupa do ustępstw, które Kuzańczyk potem odwołał, argumentując że były złożone pod przymusem. Papież postanowił ekskomunikować Habsburga, jednak mimo tego Mikołaj nie powrócił już do swojej diecezji.
Kiedy w 1459 roku Pius II wyruszył na kongres w Mantui, powierzył Mikołajowi pełnienie funkcji wikariusza generalnego Państwa Kościelnego. Z uwagi na niepowodzenia reformatorskie i rozczarowanie postępowaniem papieża i kardynałów zaczął wycofywać się z aktywności kościelnej. W 1463 roku zaangażował się w połączenie kilku szpitali w Orvieto w jeden szpital katedralny, co jednak spotkało się ze zdecydowanym sprzeciwem rady miasta. Podobny szpital powstał w rodzinnym mieście Kues, na którego budowę Mikołaj przeznaczył majątek po ojcu, zmarłym w 1456 roku. Szpital ostatecznie powstał, a jego pierwszym rektorem został w 1464 roku krewny Kuzańczyka – Jan Römer von Briedel. Oprócz szpitala, założył także bibliotekę. Kiedy Pius II wezwał go do uczestnictwa w krucjacie przeciwko Turkom, Mikołaj wyruszył do Ankony. Po drodze zatrzymał się w Todi, gdzie zmarł 11 sierpnia 1464 roku. Został pochowany w Rzymie, lecz jego serce przeniesiono do Kuzy.

### Biblioteka w Kues
Świadectwem wielkiej erudycji Mikołaja jest wielka biblioteka, którą założył w rodzinnym mieście razem ze szpitalem i kaplicą, gdzie pochowane jest jego serce. Fundusze na budowę szpitala Kuzańczyk uzyskał w roku 1450 z beneficjów papieskich, a w 1459 objął nad nim patronat dzięki wydanej specjalnie w tym celu bulli Piusa II. W bibliotece znajdowało się co najmniej 270 manuskryptów, przede wszystkim filozoficznych i teologicznych, z których wiele Kuzańczyk zgromadził w czasie swoich podróży. Z dzieł starożytnych biblioteka posiadała pisma Cyryla z Aleksandrii, Grzegorza z Nazjanzu, Bazylego, Orygenesa, Tertuliana, Hieronima, Cypriana, oraz Ambrożego. Liczne były w niej pisma św. Augustyna, biblioteka posiadała także pisma Pseudo-Dionizego O Teologii Mistycznej i O Hierarchii Niebieskiej w tłumaczeniu Roberta Grosseteste’a. Z pism filozofów pogańskich w zbiorach Kuzańczyka znajdowały się dzieła platońskie – komentarz Chalcydiusza do Timajosa, przekład Elementów Teologii Proklosa, tłumaczone przez Wilhelma z Moerbeke komentarze do Parmenidesa i Timajosa. Bogaty był także zbiór pism Arystotelesa, obejmujący cały Corpus w przekładzie Ambrożego Travesari oraz tłumaczenia najnowsze – Retorykę Filelfa i Metafizykę Bessariona. Spośród dzieł średniowiecznych w bibliotece znajdowały się pisma Eriugeny (przynajmniej pierwsza księga Periphyseonu), Teodoryka z Chartres, Sentencje Piotra Lombarda, komentarze św. Bonawentury, pisma Dunsa Szkota i innych autorów franciszkańskich, dzieła mistyczne Hildegardy z Bingen i Mistrza Eckharta. Nieobca Kuzańczykowi była także myśl tomistyczna, posiadał bowiem kopie Sumy teologicznej i Summa contra gentiles. Zaskakuje natomiast w bibliotece Kuzańczyka niemal całkowity brak pism współczesnych autorów scholastycznych, prócz polemiki heidelberskiego teologa Jana Wencka z De docta ignorantia. Mikołaj nie był związany z kręgiem scholastyki niemieckiej, współdziałał natomiast z humanistami Rzymu i Florencji, którym patronował papież Mikołaj V – takimi jak Bessarion, Filelfo, Alberti, Brunelleschi, Jerzy z Trapezuntu, a zwłaszcza Toscanelli, jego główny współpracownik w studiach nad matematyką starożytną.

## Pisma
Mikołaj z Kuzy jest autorem ponad 50 dzieł, z czego około jedna czwarta ma formę dialogu, resztę stanowią przede wszystkim traktaty. W jego dorobku znajduje się również prawie 300 kazań, a także wiele dokumentów i listów. Szczególne miejsce zajmuje wśród nich krótka autobiografia powstała w 1449 roku. Dzieła Kuzańczyka można podzielić pod względem treści na trzy główne grupy: filozofia i teologia, teoria państwa i Kościoła, matematyka i nauki przyrodnicze. Pisma (choć nie wszystkie) Mikołaja z Kuzy zostały spisane na jego polecenie w formie dwóch rękopisów, znajdujących się obecnie w Bibliotece w Kues.

### Teoria państwa i Kościoła
Do najbardziej znanych dzieł Kuzańczyka należy powstałe w latach 1433-34 w Bazylei pismo „O zgodzie powszechnej” (łac. De concordantia catholica) w trzech księgach. Wychodząc od problematyki zgody, Mikołaj rozwinął w pierwszej księdze ogólną teorię Kościoła, w drugiej przedstawił idee reformy Kościoła w duchu koncyliarystycznym, w trzeciej zawarł teorię państwa i koncepcję reformy cesarstwa. W związku z rozstrzyganymi na Soborze w Bazylei konfliktami powstały również inne pisma: „O wyższości autorytetu świętego soboru nad autorytetem papieża” (łac. De maioritate auctoritatis sacrorum conciliorum supra auctoritatem papae, 1433), „Przeciwko błędom Czechów” (łac. Opusculum contra errorem Bohemorum, 1434) dotyczące konfliktu z husytami oraz „O przewodnictwie na soborze powszechnym” (łac. De auctoritate praesidendi in concilio generali, 1434). Jego poglądy na temat ogólnej reformy Kościoła zostały przedstawione w 1459 w piśmie „O powszechnej reformie Kościoła” (łac. Reformatio generalis).

### Filozofia i teologia
W tej części swojej twórczości Mikołaj porusza problemy związane przede wszystkim z metafizyką i ontologią oraz wskazuje na ich implikacje w obrębie teologii. Znaczące przy tym jest to, że posługuje się filozofią, szukając odpowiedzi na pytania teologiczne. Był pierwszym wybitnym panteistą epoki Odrodzenia. Podstawowe zagadnienie filozofii rozwiązywał on w sposób idealistyczny: przyroda łącznie z człowiekiem jest, jego zdaniem, pochodną Boga, którego traktował jako byt absolutny.
Już w jednym ze swoich pierwszych pism „O oświeconej niewiedzy”  (łac. De docta ignorantia, 1440) Kuzańczyk stworzył podstawy swojej teologii i ściśle z nią związanej spekulatywnej kosmologii.
Większość pism Mikołaja z Kuzy dotyczy poszukiwania ukrytego Boga, które zaczyna się od ciemności niewiedzy. Należą do nich „Dialog o Bogu ukrytym” (łac. Dialogus de deo abscondito, 1444/45), „O szukaniu Boga” (łac. De quaerendo deum, 1445), „O Bożym synostwie” (łac. De filiatione dei, 1445), „O darze Ojca świateł”  (łac. De dato patris luminum, 1445-46), „Laik o mądrości” (łac. Idiota de sapientia, 1450), „O uzupełnieniach teologicznych” (łac. De theologicis complementis, 1453), „O widzeniu Boga” (łac. De visione dei, 1453), „O berylu” (łac. De beryllo, 1458) i „O początku” (łac. De principio, 1459). W ostatnich latach życia Mikołaj powrócił do tej tematyki i podsumował swoją koncepcję poznania Boga w pismach: „O Nie-Innym” (łac. De non aliud, 1461-62), „O łowach mądrości” (łac. De venatione sapientiae, 1462-63) oraz w ostatnim dziele Mikołaja „O szczycie kontemplacji” (łac. De apice theoriae, 1464). Charakter streszczenia myśli Kuzańczyka nosi Compendium (1463-64). Natomiast rodzaj ćwiczenia się w stopniach prowadzących do kontemplacji Boga przedstawia „Dialog o grze kulą” (łac. Dialogus de ludo globi, 1463), w którym Mikołaj zawarł swoją wizję świata i człowieka na podstawie wymyślonej przez siebie gry kulą.
W traktacie „O przypuszczeniach” (łac. De coniecturis, około 1442) Mikołaj zajmuje się podjętym już w De docta ignorantia tematem zbliżania się do nie-poznawalnego. Opiera się ono na przypuszczeniach, które pozwalają człowiekowi przechodzić z jednego etapu do drugiego i przybliżać się do Boga.
W „Dialogu o stworzeniu” (łac. Dialogus de genesi, 1447) autor omawia zagadnienia pochodzenia wszechświata i początku istnienia wszystkich bytów. Dialog „Laik o umyśle” (łac. Idiota de mente, 1450) dotyczy teorii intelektu i teorii poznania. Trzyosobowy dialog „O zaktualizowanej możności” (łac. Trialogus de possest, 1460) zajmuje się imieniem Boga „Possest”, które nazywa Boga „tym wszystkim, co może być” (łac. omne id quod esse potest).
Kwestię prawdziwości różnych doktryn religijnych i tolerancji międzyreligijnej bada Mikołaj w piśmie „O pokoju wiary” (łac. De pace fidei), które powstało zainspirowane zdobyciem Konstantynopola przez Turków w 1453. Kuzańczyk porusza raz jeszcze tę problematykę, tym razem szczególnie z punktu widzenia relacji między chrześcijaństwem a islamem, w 1460-61 w „Przesiewanie Koranu” (łac. Cribratio Alkorani).
Ważną rolę odgrywa w twórczości Mikołaja egzegeza i teologia biblijna, która służy często jako punkt wyjścia dla dyskusji filozoficznych. Taki charakter nosi traktat „O równości” (łac. De aequalitate, 1459), filozoficzny wykład fragmentu prologu Ewangelii według św. Jana. Zachowały się również 293 kazania Kuzańczyka (łac. Sermones) wygłoszone w lokalnym dialekcie niemieckim, a zredagowane po łacinie, z wyjątkiem kazania Vaterunser zachowanego tylko w wersji niemieckiej. Wyróżniają się one wśród innych kazań średniowiecznych zaawansowanymi treściami filozoficzno-teologicznymi. W 1446 roku powstały natomiast „Przypuszczenia o dniach ostatecznych” (łac. Coniectura de ultimis diebus), traktat, w którym Mikołaj oblicza czas, w którym można się spodziewać końca świata i zmartwychwstania umarłych (według jego przypuszczeń 1700–1734).

### Matematyka i nauki przyrodnicze
Matematyczne i przyrodnicze dzieła Kuzańczyka są wynikiem przede wszystkim jego zainteresowania filozofią nauki i metafizyczno-teologicznych dociekań. Stanowią zapis szukania przejścia od matematycznych do metafizycznych wniosków. Mikołaj zajmuje się analogią między myśleniem matematycznym a metafizycznym w takich pismach jak „O doskonałości matematycznej” (łac. De mathematica perfectione, 1458) i „Złote zdanie w matematyce”  (łac. Aurea propositio in mathematicis, 1459). Za jego główne dzieło matematyczne uważa się „O uzupełnieniach matematycznych” (łac. De mathematicis complementis, 1453). W wielu pismach zajmował się problemem kwadratury koła i obliczania obwodu koła, między innymi w „O kwadraturze koła” (łac. De circuli quadratura, 1450), „Kwadratura koła” (łac. Quadratura circuli, 1450), „Dialog o kwadraturze koła” (łac. Dialogus de circuli quadratura, 1457) i „O cesarskiej kwadraturze koła” (łac. De caesarea circuli quadratura, 1457). Ten temat został poruszony także w De mathematica perfectione. Mikołaj uważał, że przeprowadzenie kwadratury koła jest jedynie częściowo możliwe i pokazywał, jak tego dokonać.
Dzięki swojemu dialogowi „Laik o doświadczeniach z szalami wagi” (łac. Idiota de staticis experimentis, 1450) Kuzańczyk znalazł się wśród prekursorów nauk doświadczalnych. Natomiast „O naprawie kalendarza” (łac. De correctione kalendarii, 1436) zajmuje się coraz pilniejszą wówczas reformą kalendarza, którą jednak przeprowadzono dopiero w szesnastym wieku.

## Poglądy

### Ogólna charakterystyka myśli Mikołaja z Kuzy
Mikołaj z Kuzy był myślicielem stojącym na przełomie średniowiecza i czasów nowożytnych, filozofem i teologiem, który czerpał z tradycji platońskiej, mistycznej, scholastycznej i humanistycznej. Był też wytrawnym dyplomatą i głosicielem potrzeby reformy duchowej Kościoła. Wśród filozofów, którzy wywarli największy wpływ na jego poglądy wymienia się Plotyna, Proklosa, Pseudo-Dionizego Aeropagitę, Jana Szkota Eriugenę i Eckharta.
U podstaw jego filozofii leży przekonanie o radykalnej transcendencji ontycznej i poznawczej Boga. Cały zaś wysiłek jego filozofii polega na uzyskaniu możliwości poznania Boga, do czego służy mu teoria „pouczonej niewiedzy” (docta ignorantia). Najgłębszą prawdą, jaką otrzymujemy na podstawie takiej, rozumianej pozytywnie, „niewiedzy”, jest twierdzenie, że Bóg jest „zbieżnością przeciwieństw” (coincidentia oppositorum). Jest to zarazem największe metafizyczne odkrycie Mikołaja z Kuzy.
Zgodnie z inną jego formułą Bóg jest równocześnie tym, co największe (maximum) i najmniejsze (minimum), ponieważ poza Bogiem nie ma niczego większego ani mniejszego. Jest miarą wszelkiej skończonej wielkości.
Dzięki umysłowi (mens) człowiek poznaje świat i nadaje mu nowe znaczenie. Tak jak Bóg jest twórcą rzeczywistych bytów i form naturalnych, tak człowiek w procesie poznawczym tworzy byty myślowe i formy sztuczne.

### Koncepcja Boga
Bóg w przekonaniu Mikołaja z Kuzy jest całkowicie transcendentny, niedostępny jakiemukolwiek poznaniu intelektualnemu. Mamy wprawdzie wiedzę o tym, że Bóg istnieje, nie mamy jednak żadnej wiedzy o tym, czym jest. Wszelkie przypisywane Bogu imiona (jak Dobro, Piękno, Miłość itp.) mają jedynie charakter metafory, bo nie potrafią oddać w pełni przekraczającej poznanie i byt natury Boga. Za szczególnie interesujące filozoficznie imię Boga Kuzańczyk uznaje imię Maksimum (które jest przy tym absolutne i bezwzględne – Maximum simpliciter et absolute). Określenie to nawiązuje do zawartych w Proslogionie myśli Anzelma z Canterbury, który określa Boga jako to, od czego nie da się pomyśleć nic większego. Absolutnie i bezwzględne Maksimum może być określone jako nieskończoność lub jako doskonała Równość (Aequalitas precisa). Maksimum jako nieskończoność przekracza bytowo i poznawczo wszystkie inne byty, które są skończone – między tym, co skończone, a tym, co nieskończone, nie zachodzi żadna proporcja. Jako doskonała Równość Bóg nie podlega stopniowaniu – dlatego też jest zasadą tożsamości rzeczy.
Maksimum jako nieskończoność i doskonała równość jest wszystkim, czym może być – jest doskonale w akcie. Rzeczy stworzone są natomiast częściowo w akcie, częściowo w potencji – swojej potencji nie będą jednak nigdy w stanie całkowicie zaktualizować. Bóg jest jedynym bytem w pełni zaktualizowanym – dlatego w pracy De Posset Kuzańczyk określa go nowym obok Maksimum imieniem – imieniem Posset, będącym zbitką łacińskich słów posse (móc) i est (jest), znaczącym więc "to, co jest możliwe – jest". W swoim ostatnim dziele De apice theoriae Kuzańczyk określa Boga jeszcze innym imieniem, Ipsum Posse – czysta, absolutna możliwość. Bóg jako czysta możliwość jest zasadą poznania i bytu wszystkich rzeczy.
Bóg jest nie tylko Maksimum, największą ze wszystkich rzeczy, ale też Minimum, najmniejszą ze wszystkich rzeczy. Nie pozostaje w żadnym stosunku do skończonych rzeczy nie tylko jako doskonale Maksimum, ale też jako doskonałe Minimum. Jako połączenie Maksimum i Minimum, najmniejszego i największego, Bóg jest zarazem granicą wszystkich rzeczy skończonych i znajduje się we wszystkich rzeczach stworzonych.
Mikołaj jednoznacznie odcina się od wszelkich poglądów panteistycznych, które mogłyby sugerować jego formuły, że Bóg jest nie inny od świata (non aliud a), choć jednocześnie nie jest z nim tożsamy (non aliud quam). To, że wszystkie rzeczy są bogiem, znaczy dla Kuzańczyka tyle, że są obecne w Bogu jako swojej przyczynie, jeszcze zanim zrealizują się w skutkach.
Drogą do cząstkowego zrozumienia natury Boga są według Kuzańczyka przede wszystkim analogie i metafory matematyczne – szczególne miejsce wśród przypisywanych przez niego Bogu imion zajmuje także imię Jedność. Jedynka nie jest według Kuzańczyka (który nie rozważa także zera i ułamków) liczbą, ale zasadą liczb. Jako najmniejsza z nich jedynka jest początkiem ciągu wszystkich liczb, jako zarazem największa liczba – granicą ciągu liczb. Analogicznie Bóg jako Jedność absolutna jest zasadą wszystkich rzeczy, choć nie jest tożsamy z rzeczami. Jako absolutna Jedność na podobieństwo jedynki jest granicą rzeczy – udziela im formy (forma essendi) oraz bytu i jest ich istotą (essentia).
Jedynie Bóg jest prawdziwym Bytem (entitas), gdyż tylko on jako jedyna rzecz istniejąca całkowicie w akcie jest bytem koniecznym. Według niektórych interpretatorów Kuzańczyk tak silnie podkreślił zależność rzeczy od Boga, że odmówił im substancjalności.

### Matematyk
Jako matematyk podał przybliżone sposoby kwadratury koła oraz rektyfikacji okręgu. Zajmował się także reformą kalendarza oraz geometrią.

## Odniesienie
Tekst utworu pt. „Übermacht”, napisany przez Maika Weicherta i opublikowany w 2020 na płycie Of Truth & Sacrifice niemieckiej grupy metalowej Heaven Shall Burn, odnosi się do Mikołaja z Kuzy.

## Polskie tłumaczenia dzieł
- Dialog o Bogu ukrytym, w: Adam Synowiecki, Mikołaja z Kuzy spotkanie z Absolutem. "Dialog o Bogu ukrytym", „Studia Gdańskie” 5 (1983), s. 167-220.
- Gdzie jest nowonarodzony Król Żydowski? w: Adam Synowiecki, Filozofia i objawienie. Kazanie Mikołaja z Kuzy: Gdzie jest nowonarodzony Król Żydowski, „Studia Gdańskie” 6 (1986), s. 261-312.
- Laik o umyśle, tłum. Agnieszka Kijewska, Kęty 2008.
- O grze kulą. Dialog w dwóch księgach, tłum. Agnieszka Kijewska, Warszawa 2006.
- O oświeconej niewiedzy, tłum. Ireneusz Kania, wstęp Agnieszka Kijewska, Kraków 1997.
- O oświeconej niewiedzy. O Bogu ukrytym, tłum. Ireneusz Kania, wyd. 2, Warszawa 2014.
- Synostwo Boże, Łów mądrości, Szczyt kontemplacji, tłum. Antoni Śmist, Kęty 2023.
- O możnobycie, Kronos nr 2/2016 str. 5-35 przeł. Andrzej Serafin.
- Dociekanie dni ostatnich, Kronos nr 2/2016 str. 36-40 przeł. Ireneusz Kania.
- Rozprawa o szukaniu Boga, Kronos nr 2/2016 str. 41-51 przeł. Ireneusz Kania.
- O widzeniu Boga. Przedmowa, Kronos 2/2016 str. 52-53 przeł. Andrzej Serafin.